# Politikåret 2003

## Händelser

### Januari
- 6 januari - Rolandas Pakas tillträder som president i Litauen.[1]
- 13 januari - I Sverige ligger Göteborgskommitténs rapport om de så kallade Göteborgskravallerna under EU-toppmötet i Göteborg 2001 klar. Svenska polisen kritiseras hårt.
- 17 januari – Norge svänger i EU-frågan, 67 % stödjer enligt undersökning norskt medlemskap.[1]
- 19 januari – I Sverige har folkets inställning till kärnkraften förändrats. För första gången är en majoritet (55 %) för, medan 16 % kan tänka sig utbyggnad, detta enligt Sifo.[1]
- 20 januari – Enligt nya uppgifter från Sydafrika sköts Sveriges dåvarande statsminister Olof Palme 1986 av en tidigare agent på uppdrag av Sydafrikas dåvarande president P.W. Botha. Den utpekade mannen förnekar anklagelserna.[1]
- 22 januari - Skattemyndigheten i Sverige avslår Gudrun Schymans begäran om avdrag för resor och representation, sedan hennes deklaration för inkomståret 2001 underkänts.[1]
- 23 januari - Sveriges chefsåklagare Birgitta Cronier lägger ner förundersökningen av Jan O. Karlssons kräftmiddag med motiveringen att det inte var privat tillställning.[1]
- 24 januari - I Sverige är fler politiker för svenskt EMU-medlemskap, 44 % skulle rösta ja, 43 % nej enligt undersökning från DN/Temo.[1]
- 28 januari - Folkhälsoinstitutet vill ha rökförbud i alla restauranger, barer och kaféer i Sverige.

### Februari
- 4 februari - Jugoslavien upplöses som stat och ersätts av en union kallad Serbien och Montenegro.[1]
- 5 februari - Marknadsdomstolen slår fast, att det svenska förbudet mot alkoholreklam strider mot EU:s regler.
- 15 februari - Miljoner människor demonstrerade världen över mot USA:s och Storbritanniens planerade krig mot Irak. Aftonbladet säger 5-10 miljoner. Indymedia säger 12 miljoner. I Sverige demonstrerar ca 120.000 människor på ett 40-tal platser runt om i landet.
- 28 februari - 61-årige medborgardemokraten Vaclav Klaus utses av parlamentet till ny president i Tjeckien.[1]

### Mars
- 12 mars - Enligt en rapport från Folkhälsoinstitutet i Sverige är alkohol och övervikt de nya hoten mot svenskarnas hälsa, medan cancerrisken minskar.
- 18 mars - I ett tal till nationen lägger George W. Bush fram ett ultimatum till Saddam Hussein: Om han inte lämnar Irak inom 2 dygn, anfalls Irak av amerikansk-brittiska alliansen.
- 20 mars - Amerikanska och brittiska styrkor påbörjar en offensiv mot Irak, och därmed inleds Irakkriget.

### April
- 4 april - Finland får en trepartiregering bestående av Centern, Finlands socialdemokratiska part samt Svenska folkpartiet med totalt 117 av 20 mandat i Finlands riksdag. Anneli Jäättenmäki blir Finlands första kvinnliga statsminister. Under hennes drygt två månader vid makten är Finland det första landet som både har en kvinnlig statsminister och president (Tarja Halonen).[1]
- 7 april – Kubanske oppositionsledaren Hector Palcios döms till 25 års fängelse för landsförräderi.[1]
- 29 april – Palestinska lagstiftande rådet godkänner med röstsiffrorna 51-18 blivande premiärminister Mahmoud Abbas förslag till regering.[1]

### Maj
- 10 maj – Båda kamrarna i USA:s kongress har godkänt president George W. Bushs planerade skattesänkningar på 550 miljarder amerikanska dollar på 10 år.[1]
- 22 maj – FN:s säkerhetsråd upphäver sanktionerna mot Irak efter 13 år.[1]

### Juni
- 2 juni – Stockholms kommunfullmäktige godkänner med röstsiffrorna 51-49 trängselavgifter från årsskiftet 2004-2005.[1]
- 7 juni – I Zimbabwe grips oppositionsledaren Morgan Tsvangirai, anklagad för högförräderi genom att ha uppmanat till stora demonstrationer.[1]
- 15 juni – Den statliga adoptionsutredningen i Sverige föreslår en övre åldersgräns för adoptivföräldrar på 42 år.
- 18 juni – Finlands statsminister Anneli Jäätteenmäki tvingas avgå efter att ha ljugit för Finlands riksdag då hon redogjorde för hur hon kom över hemliga UD-dokument i valrörelsen.[1]
- 21 juni – Från EU-toppmötet i Thessaloniki meddelas att Albanien, Bosnien och Hercegovina, Kroatien, Makedonien, och Serbien och Montenegro är välkomna till EU så snart de lever upp till EU:s demokratiska och ekonomiska krav.[1]
- 24 juni – Finlands riksdag utser med röstsiffrorna 109-67 Centerpartisten Matti Vanhanen till Finlands nye statsminister.[1]

### Juli
- 1 juli - Den svenska adelns privilegier upphör helt.
- 9 juli – USA:s president George W. Bush stannar på sin fem dagar långa Afrikaresa i Pretoria och träffar Sydafrikas president Thabo Mbeki.[1]
- 13 juli – En övergångsregering utses i Irak, och träffas i Bagdad. Regeringen skall i samråd med ockupationsmakterna styra Irak fram till nästa demokratiska val.[1]
- 19 juli – Medlemmar ur Nationaldemokratisk ungdom samlas på Medborgarplatsen i Stockholm för att demonstrera illegalt mot "islams intrång i Sverige". Motdemonstranter går till angrepp, och tumult uppstår.[1]
- 21 juli – I Tyskland enas den rödgröna regeringen samt den borgerliga oppositionen om ett sparprogram. Inom främst sjukvården, som tidigare varit helt gratis, skall tio miljarder euro sparas under första året.[1]
- 25 juli – I Sverige skulle 47 % av svenskarna vid folkomröstning säga ja till EMU enligt en opinionsundersökning. 36 % skulle säga nej. 16 % tvekar.[1]

### Augusti
- 1 augusti – I Turkiet har parlamentet godkänt en lagändring som ändrar militärens ställning från högsta verkställande organ till att endast ha rådgivande funktion.[1]
- 2 augusti – Stockholm Pride attackeras av personer från Nationaldemokratisk ungdom. En 26-årig man misshandlas och förs till sjukhus. Två skinnskallar grips, misstänkta för misshandeln.[1]
- 8 augusti – Brasiliens president Luiz Inácio Lula da Silva får sin pensionsreform godkänd i nationalkongressen.[1]
- 11 augusti – Charles Taylor avgår som president i Liberia.[1]

### September
- 4 september - Italiens premiärminister Silvio Berlusconi, misstänkt för mutbrott, kallar Italiens domare för "mentalt störda", och menar att de "inte kan jämföras med den mänskliga rasen".[1]
- 6 september - Palestinske premiärministern Mahmoud Abbas lämnar in sin avskedsansökan. Han har tidigare hotat med avhopp om han ej har stöd av president Yassir Arafat.[1]

- 10 september
  - Sveriges utrikesminister Anna Lindh blir svårt knivskuren i buken av en okänd gärningsman på NK i Stockholm.[1]
  - Anna Lindh förs till Karolinska sjukhuset där hon opereras under eftermiddagen, kvällen och hela natten.
- 11 september
  - Sveriges utrikesminister Anna Lindh avlider på morgonen av de skador hon fick vid knivöverfallet dagen före.
  - Jan O. Karlsson blir tillförordnad utrikesminister i Sverige.
  - En psyksjuk man dödar den femåriga flickan Sabina på en förskola i Arvika, vilket tillsammans med Anna Lindh-mordet utlöser debatt om psykvården i Sverige.[1]
- 15 september - Kung Carl XVI Gustaf av Sverige firar 30-årsjubieum på tronen.[1]

### Oktober
- 3 oktober - Sveriges statsminister Göran Persson presenterar nyordningen i Sveriges regering. Laila Freivalds blir ny utrikesminister. Jan O. Karlsson lämnar regeringen och ersätts av två ministrar (Barbro Holmberg, migrationsminister och Carin Jämtin, biståndsminister).
- 4 oktober – EU-toppmötet om ny grundlag slutar i fiasko.[2]
- 7 oktober – Kung Abdullah II av Jordanien inleder ett tre dagars statsbesök i Sverige.[2]

### November
- 17 november – Arnold Schwarzenegger tillträder som guvernör i Kalifornien i USA.[3]
- 22 november – I Georgien stormar oppositionen parlamentet, och tvingar president Eduard Sjevardnadze att avgå. Valet i november ogiltigförklaras i 27 distrikt, efter att internationella observatörer vittnat om fusk.[2]
- 28 november – Personalen på Utrikesdepartementet protesterar mot utnämnandet av Margareta Winberg som ny ambassadör i Brasilien.[2]

### December
- 13 december - I Irak grips Saddam Hussein levande och utan strid i sin hemstad Tikrit.[2]

## Val och folkomröstningar
- 1 januari - Brasilien,  Luíz Inácio Lula Da Silva blir president.
- 1 januari - Schweiz, Pascal Couchepin blir president.
- 28 januari - Ariel Sharons Likud vinner parlamentsvalet i Israel, rekordlåga 68,5 % deltar.[1]
- 8 mars – Malta säger i folkomröstning ja till EU-medlemskap. 53,6 % röstar ja och 46,4 % röstar nej.[1]
- 16 mars – Finland går till riksdagsval. Centern vinner med 0,2 % över Finlands socialdemokratiska parti, som får 24,5 % av rösterna.[1]
- 23 mars – Slovenien säger i folkomröstning ja till medlemskap i EU (89,7 %) och NATO (66 %).[1]
- 12 april – Ungern säger i folkomröstning ja till EU-medlemskap. 83,8 % röstar ja i en folkomröstning där enbart 45,6 % lockats till valurnorna.[1]
- 17 april - Finland får sin första kvinnliga statsminister, centerpartisten Anneli Jäätteenmäki
- 19 april – Nigeria går till presidentval. Sittande president Obasanjo vinner med 62 % mot Muhammadu Buhari i ett val där 20 politiker deltar. Valfusk rapporteras från elva av 36 delstater, men oroligheter rapporteras bara från Bayelsa med skottlossning, där sex personer dödas.[1]
- 17 maj – Slovakien säger i folkomröstning ja till EU-medlemskap. 90 % röstar ja.[1]
- 14 juni – Tjeckien säger i folkomröstning ja till EU-medlemskap. 77,3 % röstar ja.[1]
- 28 juni – KD väljer på sitt riksting om Alf Svensson som partiledare för 32:a gången.[1]
- 7 juli – Korsika säger i folkomröstning nej till ökat självstyre. 51 % röstar nej.[1]
- 14 september - Sverige - Folkomröstning om huruvida Sverige ska införa euro som valuta. Resultatet blev 42,0 procent "ja", 55,9 procent "nej" och 2,1 procent "blanka".[1] Sverige kommer således att tills vidare inte omfattas av EMU:s tredje steg.
- 7 oktober - Kalifornien, USA, Arnold Schwarzenegger vinner guvernörsvalet
- 16 oktober – SVP vinner stort vid schweiziska valet och blir första parti.[2]
- 7 december – Vladimir Putins "Enade Ryssland" vinner parlamentsvalet i Ryssland med 222 av 450 mandat. Kommunisterna förlorar stort.[2]

## Organisationshändelser
- 26 januari - Gudrun Schyman avgår som partiledare för Vänsterpartiet, sedan hennes skattefiffel avslöjats.[1]
- 7 februari - 50-årige Ingrid Burman från Uppsala och 60-årige Ulla Hoffmann från Tyresö, båda ledamöter i Sveriges riksdag, utses till nya ledare för Vänsterpartiet fram till nästa kongress.[1]
- 15 februari – I Sverige faller Vänsterpartiet i Sifoundersökningen. Med 6,9 % är stödet det sämsta sedan december 1994.[1]
- 1 april - Bo Lundgren meddelar, att han tänker avgå som moderatledare vid partistämman i oktober 2003.[1]
- 13 maj - 37-årige civilekonomen Fredrik Reinfeldt nomineras av enig valberedning till ny moderatledare.[1]
- 25 oktober - Fredrik Reinfeldt väljs till ny moderatledare efter Bo Lundgren.[1]
- 12 december - Lars Ohly kommer oväntat med beskedet att han kandiderar till posten som partiledare för vänsterpartiet.
- 16 december - Alf Svensson meddelar att han efter 31 år som ledare för KD avgår.[1]

## Avlidna
- 12 januari – Leopoldo Galtieri, Argentinas president 1981–1982.
- 28 februari – Fidel Sanchez Hernández, El Salvadors president 1967–1972.
- 12 mars – Zoran Đinđić, serbisk premiärminister.[1]
- 11 september – Anna Lindh, Sveriges miljöminister 1994–1998 och utrikesminister 1998–2003 (lönnmord).
- 15 oktober – Moktar Ould Daddah, Mauretaniens förste president 1960–1978.
- 19 oktober – Alija Izetbegović, Bosnien och Hercegovinas förste president 1992–1996.

### Fotnoter
1. 1 2 3 4 5 6 7 8 9 10 11 12 13 14 15 16 17 18 19 20 21 22 23 24 25 26 27 28 29 30 31 32 33 34 35 36 37 38 39 40 41 42 43 44 45 46 47 48 49 50 51 52   När Var Hur 2004. DN
2. 1 2 3 4 5 6 7   När Var Hur 2005. DN
3. ↑  ”California” (på engelska). World Statesmen. http://www.worldstatesmen.org/US_states_A-D.html#California. Läst 7 november 2012.